# Casa individuală de pe str. Maria Cebotari, 1 (Chișinău)
Casa individuală de pe str. Maria Cebotari, 1 este o clădire amplasată pe str. Maria Cebotari, 1 în Chișinău, Republica Moldova. Este un monument arhitectural și de artă de importanță națională inclus în Registrul monumentelor Republicii Moldova ocrotite de stat cu nr. 113 (municipiul Chișinău). Datează de la sf. sec. XIX.